# كولن هاريس
كولن هاريس (بالإنجليزية: Colin Harris)‏ (22 فبراير 1961 في المملكة المتحدة - ) هو لاعب كرة قدم بريطاني في مركز الهجوم. لعب مع ريث روفرز وكوين أوف ساوث ونادي دندي ونادي هيبرنيان وهاميلتون أكاديميكال ونادي كاودينبيث لكرة القدم ونادي ليفينغستون لكرة القدم ونادي كلايدبانك ‏.